# 伏見屋村
伏見屋村（ふしみやむら）は、かつて愛知県碧海郡にあった村である。
現在の碧南市の一部（伏見町、鴻島町、日進町、東浦町、舟江町、照光町、池下町、三宅町、亀穴町、大堤町、三角町、流作町、小屋下町、三間町、下洲町、矢縄町など）に該当する。町名変更前に「碧南市大字伏見屋」と呼ばれた地域に一致する（詳しくは碧南市の地名#旧旭村を参照）。

## 歴史
伏見屋村は伏見屋新田に由来する。1605年（慶長10年）の矢作川の改修により大量の土砂が流入したため、1644年（正保元年）に米津から鷲塚の間に堤防が築かれて油ヶ淵が成立した。その排水路が鷲塚村の地峡を掘割って東浦の海に通じてから、油ヶ淵の南岸（池廻り、いけまわり）と鷲塚村の南側（海表、うみおもて）に新田が開発された。いずれも江戸茅場町の町人である伏見屋又兵衛（三宅又兵衛）の手によるもので、伏見屋新田と呼ばれた。
伏見屋新田は1666年（寛文6年）から元禄年代（1688〜1704年）にかけて開発された。寛文6年に江戸日本橋瀬戸物屋甚左衛門を保証人とした新田開発の願書の内容は
1. 御年貢米中、升目・指米・口米・俵拵えその上指し方の儀は本田並。
2. 用水井溝・通路も見立しだいつくり、潰れた本田は新田より替地を出す。
3. 年貢米を入れる蔵はじぶんでつくる。
4. よそより百姓を入れない。
5. 新田の耕作は、近村の百姓と相対で行う。
6. 近村で耕作百姓が調達できない時には、確かな百姓を入れる。

などである（国立史料館蔵神戸家文書）。
- 1889年（明治22年）10月1日 - 伏見屋新田は平七村、前浜新田、伏見屋外新田とともに志貴崎村となる。
- 1891年（明治24年）8月8日 - 志貴崎村の一部（伏見屋新田）が分立し、伏見屋村が発足。
- 1906年（明治39年）5月1日 - 志貴崎村、鷲塚村と合併し、旭村が発足。同日伏見屋村は廃止。

## 教育
- 志貴崎村伏見屋村組合立日進尋常高等小学校 （現・碧南市立日進小学校）